# Leichtathletik-Weltmeisterschaften 2009/Teilnehmer (Nordkorea)
| Gelbes Symbol für Goldmedaillen mit stilisierten Olympischen Ringen | Graues Symbol für Silbermedaillen mit stilisierten Olympischen Ringen | Braundes Symbol für Bronzemedaillen mit stilisierten Olympischen Ringen |
| ------------------------------------------------------------------- | --------------------------------------------------------------------- | ----------------------------------------------------------------------- |
| —                                                                   | —                                                                     | —                                                                       |

Der nordkoreanische Leichtathletik-Verband stellte zwei Athleten bei den Leichtathletik-Weltmeisterschaften 2009 in Berlin.

## Ergebnisse

### Männer

#### Laufdisziplinen
| Athlet        | Disziplin | Vorlauf | Vorlauf | Halbfinale | Halbfinale | Finale    | Finale |
| Athlet        | Disziplin | Zeit    | Platz   | Zeit       | Platz      | Zeit      | Platz  |
| ------------- | --------- | ------- | ------- | ---------- | ---------- | --------- | ------ |
| Pak Song-Chol | Marathon  |         |         |            |            | 2:21:12 h | 43     |
| Hyon U Ri     | Marathon  |         |         |            |            | 2:22:48 h | 50     |

### Frauen

#### Laufdisziplinen
| Athletin     | Disziplin | Vorlauf | Vorlauf | Halbfinale | Halbfinale | Finale       | Finale |
| Athletin     | Disziplin | Zeit    | Platz   | Zeit       | Platz      | Zeit         | Platz  |
| ------------ | --------- | ------- | ------- | ---------- | ---------- | ------------ | ------ |
| Jong Yong-ok | Marathon  |         |         |            |            | 2:38:29 h    | 33     |
| Chol Sun-kim | Marathon  |         |         |            |            | 2:41:18 h    | 47     |
| Kim Kum-ok   | Marathon  |         |         |            |            | 2:31:24 h SB | 19     |
| Un Suk-phyo  | Marathon  |         |         |            |            | 2:40:39 h    | 41     |